# Omophron aequale
Omophron (Omophron) aequale – gatunek chrząszcza z rodziny biegaczowatych, podrodziny Omophroninae i plemienia Omophronini.
Gatunek ten opisany został w 1863 roku przez Augusta Fiodorowicza Morawicza.
Chrząszcz o długości ciała od 6,4 do 7,2 mm i szerokości od 4,1 do 4,5 mm, bardzo podobny do owalinka nadwodnego (O. limbatum). Różni się od niego nieco delikatniejszym i gęściejszym punktowaniem przedplecza, gęściejszym i grubszym punktowaniem bocznych brzegów pierwszego i drugiego sternitu odwłoka oraz kształtem wierzchołka edeagusa. Pewne różnice istnieją również we wzorze barwnym, jednak ten jest zmienny u obu gatunków.
Jest jedynym przedstawicielem rodzaju Omophron o rozsiedleniu wschodnioazjatyckim. Występuje w rosyjskim Kraju Nadmorskim, na Sachalinie, w Mongolii, Korei Północnej, Japonii oraz chińskich prowincjach: Guandong, Guangxi, Hajnan, Mongolia Wewnętrzna, Jiangsu, Syczuan, Shanxi, Yunnan i Zhejiang. W Mongolii jest jedynym przedstawicielem podrodziny.
Wyróżnia się dwa podgatunki tego owalnika:
- Omophron aequale aequale Morawitz, 1863
- Omophron aequale jacobsoni Semenov, 1922